# کارل آرنینگ
کارل ادوارد فریدرش آرنینگ(به آلمانی: Karl Eduard Friedrich Arning) (زاده ۱۰ فوریه ۱۸۹۲ - مرگ ۱۷ نوامبر ۱۹۶۴) یک ژنرال آلمانی در دوره رایش سوم و از ۱۰ ژوئن ۱۹۴۴ تا ۱۹ ژوئن ۱۹۴۴ فرمانده لشکر ۷۲ پیاده ورماخت و از ۱۰ ژوئیه ۱۹۴۴ تا ۶ آوریل ۱۹۴۵ فرمانده لشکر ۷۵ پیاده ورماخت بود.